# Robert Torrens
Robert Torrens (1780 Derry – 27. května 1864 Londýn) byl britský ekonom, který jako první popsal princip komparativní výhody v mezinárodním obchodu. Mimo to byl důstojníkem Královského námořnictva, částečným vlastníkem novin Globe a předsedou Jižní australské kolonizační komise se sídlem v Londýně, která měla dohlížet na novou kolonii Jižní Austrálie (předsedal jí do té doby, než v roce 1841 zkrachovala a Torrens byl vyhozen.) Jeho syn, Sir Robert Richard Torrens, strávil v Jižní Austrálii mnoho let a po krátkou dobu byl dokonce premiérem státu.

## Život
Torrens se narodil v Hervey Hill, v Irsku do místní prominentní rozvětvené rodiny. V roce 1766 vstoupil do Royal Marines – jedné z pěti armád Britského královského námořnictva. Byl dvakrát ženatý. První ženu, Charity, ti vzal v roce 1801 v Dublinu, podruhé se oženil v Anglii o 19 let později. Se svojí druhou ženou, Ester Sarah měl syna Roberta Richarda Torrense, úředníka a politika v kolonii Jižní Austrálie, vynálezce Torrentova titulu. Za svůj život se zúčastnil několika námořních bitev a napsal mnoho spisů z oblasti politické ekonomie. Zemřel ve věku 84 let, 27. května 1864 v Londýně.

## Ekonomie
Robert Torrens jako první popsal princip komparativní výhody v mezinárodním obchodu a to ve stati Essay on the External Corn Trade (1815). Prvenství v tomto objevu je sice někdy připisovánu Davidu Ricardovi, který jej popsal v knize Principy politické ekonomie a zdanění z roku 1817 a zasadil se o rozšíření pojmu. Prvenství však patří Torrensovi.
V prosinci roku 1818 byl Robert Torrens zvolen členem Královské společnosti. Torrens byl zakládajícím členem Klubu politické ekonomie a byl také jedním z prvních, kdo začal teoretizovat o optimálním tarifu, který o jedenáct let později rozvedl J. S. Mill. Torres obhajoval princip vzájemnosti, spíše než ničím nepodmíněný volný obchod, což byla poměrně kontroverzní myšlenka – později tak na něj bylo poukazováno, jakožto na prekurzor Chamberlainovy tarifové reformy.
Silně také obhajoval státem sponzorovanou emigraci z Británie, která měla ulevit populačnímu tlaku (hlavně v Irsku).

## Politika
Torrens byl třikrát zvolen do dolní komory britského parlamentu. V roce 1826 za Ipswich, Suffolk, v roce 1831 za Ashburton, Devon a mezi lety 1832 a 1835 zastupoval i nově ustanovený okres Bolton v Lancashiru.